# Victor Sonnemans
Victor Sonnemans, född 1874, död 1962, var en belgisk vattenpolospelare.
Sonnemans tävlade för Brussels Swimming and Water Polo Club i OS-turneringen 1900 där det belgiska laget tog silver. Osborne Swimming Club från Manchester vann den första olympiska vattenpoloturneringen.